# Przecznica (dopływ Starej Świny)
Przecznica – kanał wodny w północno-zachodniej Polsce, oddzielający wyspę Karsibór od Wielkiego Krzeka, łączy Zalew Szczeciński ze Starą Świnę. Znajduje się w woj. zachodniopomorskim, w gminie miejskiej Świnoujście.
Kanał stanowi granicę Wolińskiego Parku Narodowego.

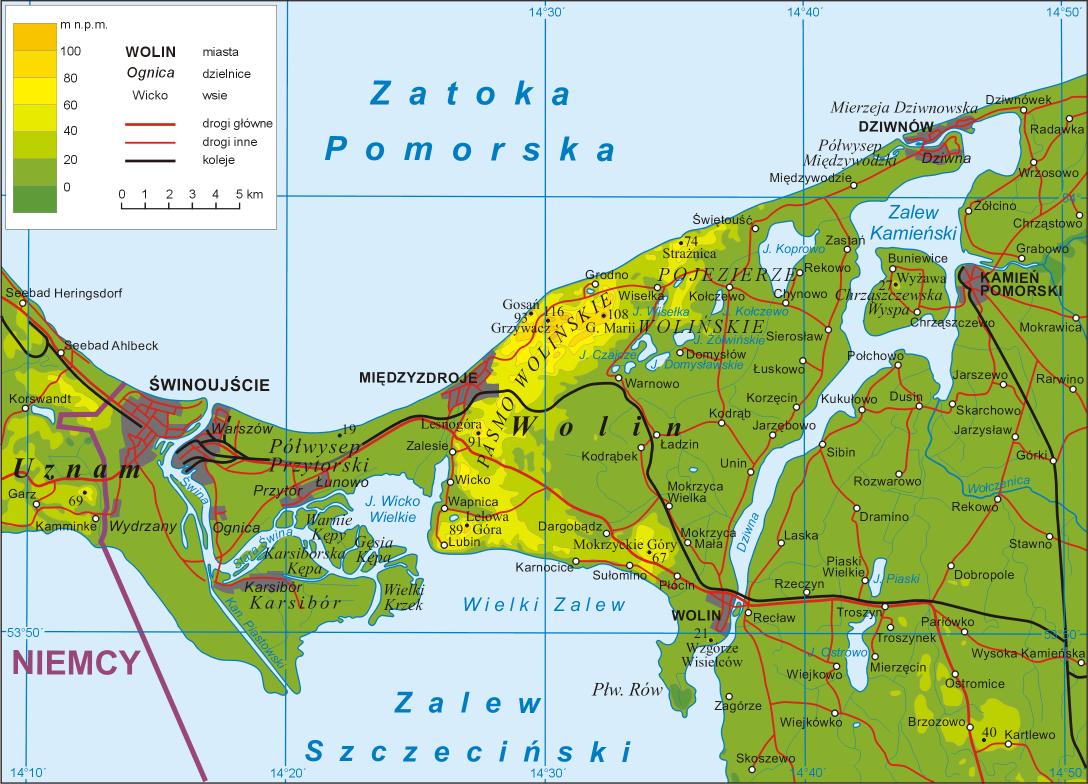
Mapa przedstawioną Przecznicą

Nazwę Przecznica wprowadzono urzędowo w 1949 roku, zmieniając niemiecką nazwę Querstrom.